# Peter Kauzer
Peter Kauzer (* 8. září 1983 Trbovlje) je slovinský vodní slalomář, kajakář závodící v kategorii K1.
Prvního velkého úspěchu dosáhl v roce 2005 na Mistrovství Evropy 2005 v závodě hlídek. Na světových šampionátech v letech 2009 a 2011 vyhrál individuální závod.
Třikrát startoval na letních olympijských hrách, při své premiéře v Pekingu 2008 skončil třináctý. O čtyři roky později v Londýně 2012 obsadil šestou příčku a v Riu 2016 vybojoval stříbrnou medaili.